# Véronique Branquinho
Véronique Branquinho, née à Vilvorde le 6 juin 1973, est une créatrice de mode belge basée à Anvers. Elle est diplômée de l'Académie royale des beaux-arts d'Anvers. En 1997, elle présente sa première collection de vêtements pour femmes à Paris et en 1998, fonde sa marque, Véronique Branquinho. Elle s'impose rapidement sur la scène internationale de la mode et, en 2003, étend sa marque avec une collection d'automne pour hommes. Elle suspend temporairement sa marque en 2017. Véronique Branquinho travaille toujours avec de nombreuses marques de la mode, de prestigieuses comme de plus populaires. Ses créations comprennent des vêtements, de la lingerie, des chaussures, des sacs, des chapeaux et autres accessoires.
Véronique Branquinho est considérée comme faisant partie de la deuxième vague de créateurs belges, à la suite des Six d'Anvers.

## Biographie

### Formation
Véronique Branquinho, d'ascendance portugaise, est née à Vilvorde, le 6 juin 1973,. Elle étudie les sciences dans une école secondaire de Vilvorde tout en suivant des cours du soir de dessin et de peinture. Elle poursuit la voie artistique en s'inscrivant à l'école Saint-Luc. En 1991, encouragée par le succès des Six d'Anvers, stylistes issus de l'Antwerpse Modeacademie (nl) de l'Académie royale des beaux-arts d'Anvers, elle décide de poursuivre ses études supérieures dans la section Mode de cette école réputée pour la méthodologie et la qualité de son enseignement. Elle obtient son diplôme en 1995.

### Carrière
Après avoir obtenu son diplôme, Véronique Branquinho travaille pour des marques belges telles que la Maison Natan et Neuf sans Neuf, et fait un stage chez MiuMiu, une filiale de la maison de couture italienne Prada,. Avant de lancer sa marque en 1998, elle présente sa toute première collection dans une galerie parisienne lors de la semaine de la mode parisienne de 1997 (collection printemps-été 1998),. Cette collection de vêtements pour femmes printemps-été est inspirée du style néo-romantique du photographe David Hamilton et du film Pique-nique à Hanging Rock de Peter Weir. Elle connaît un succès si rapide que Véronique Branquinho doit fermer son showroom deux jours avant la date prévue, pour éviter de trop mettre de pression sur ses ateliers de production.   

#### La marque Véronique Branquinho
Forte de ce succès, Véronique Branquinho organise son premier défilé live à Paris, pour sa collection Automne Hiver 1998-1999. Dès 1998, elle participe à la Biennale Della Moda à Florence. 
En 2003, elle ajoute une ligne de vêtements pour hommes à sa marque et, à l'été de la même année, ouvre sa propre boutique Véronique Branquinho à Anvers.  En 2006, elle présente sa première collection Complice, combinant des silhouettes masculines et féminines en un seul défilé, en plus de ses défilés distincts pour hommes et femmes.  
Elle présente sa marque à des événements majeurs de la mode. En 2000, elle participe à l'exposition Radicals and Emotions au Fashion Institute of Technology à New York, dans le cadre du projet Mode 2001 Landed Geland. L’année suivante, sur l’invitation de Shiseido, elle présente un show à Tokyo au Congrès annuel de la beauté, en 2002, participe au festival Albomoda à Moscou et, en 2004, défile à Shanghai, lors d’un gala organisé par le roi Albert II et la reine Paola,. 
Mais les conséquences de la crise financière de 2008 se font durement sentir et Véronique Branquinho décide d'arrêter sa marque en 2009,.  
Trois ans plus tard, Véronique Branquinho relance sa marque en collaboration avec Onward Luxury Group, présentant sa collection de vêtements pour femmes printemps-été 2013 à la Semaine de la mode de Paris en 2012. Changement majeur, elle abandonne la mode masculine et, désormais, dessine également des collections de villégiature et des pré-collections. Cependant, en 2017, Véronique Branquinho décide à nouveau d'arrêter son label ainsi que sa collaboration avec Onward,. 

#### Collaborations
Véronique Branquinho, pendant toute cette période et après, collabore avec diverses marques. Elle travaille pour Delvaux, dont elle est la directrice artistique de 2009 à 2011, conçoit des chaussures pour Iris, une société du groupe de luxe italien Gibò (aujourd'hui Onward Luxury Group), expose sa première collection de chaussures chez Colette en 1999 et crée des lunettes de soleil en collaboration avec Linda Farrow en 2006,,,. 
Elle collabore aussi avec Ruffo Research (1999-2000), les chaussures Camper (2009-2011) et la marque de lingerie Marie Jo (2011). Elle continue dans la même veine en créant pour des marques de mode belges telles que Terre Bleue ou la marque de vêtements de mariage, Marylise & Rembo,,,,. 
Véronique Branquinho travaille aussi avec des marques plus populaires comme les 3 Suisses pour la saison automne-hiver 2008/2009 ou la marque de mode et de mercerie Veritas en 2019 pour laquelle elle conçoit une série de sacs à main et de bas, ainsi que des patrons de couture et de tricot DIY,.
Véronique Branquinho  occupe un poste de professeure au département de mode de l'Université des arts appliqués de Vienne de 2005 à 2009 et devient membre du jury de l'école de la Cambre.

### Style
Les créations de Véronique Branquinho sont d'un style classique, sobre et intemporel, les formes sont pures, les coupes impeccables, parfois un peu masculines et les couleurs neutres. Ses vêtements restent cependant féminins de par l'inspiration romantique et gothique et de par les étoffes sensuelles comme la dentelle, le satin ou la mousseline de soie ,,.

## Prix et autres projets
- 1998 : VH1 Fashion Award du meilleur nouveau créateur[1]
- 2000 : Moët Fashion Award du meilleur nouveau créateur de mode[12]
- 2020 : Wallpaper Design Award, catégorie nouvelle recrue, pour son travail chez Delvaux[20].

En 2002, Véronique Branquinho crée un imperméable blanc qui ne sera réalisé qu’en quelques exemplaires, pour Documenta 11 à Cassel. 
En 2007, elle est rédactrice invitée du périodique de mode A Magazine. 
Pour célébrer les dix ans de sa marque, le Musée de la mode d'Anvers (MoMu) organise l'exposition rétrospective Moi, Véronique : Branquinho TOuTe NUe en 2008, accompagné d'une publication du même titre. 
À l'occasion de sa collaboration avec la marque de lingerie, Marie-Jo, Véronique Branquinho réalise des peintures à l'huile de personnages inspirés de maîtres anciens et revêtus de ses propres créations. Les tableaux sont exposés au MoMu puis vendus au bénéfice d'une œuvre caritative. 
Elle fait don de plusieurs de ses modèles au Musée des arts décoratifs de Paris où ils sont exposés. 
Le photographe belge Jean-François Carly réalise un film sur elle et son travail pour Show Studio, le site web du photographe de mode Nick Knight.
Véronique Branquinho est considérée comme faisant partie de la deuxième vague de créateurs belges, qui suit les Six d'Anvers.